# Eduard Gusev
Eduard Nikolayevich Gusev (em russo:  Эдуард Николаевич Гусев; nascido em 1936 – 14 de setembro de 2016) foi um ciclista soviético que competiu pela sua nação nos Jogos Olímpicos de Verão de 1956, na prova de perseguição por equipes (4 000 m).